# 滝川一廣
滝川 一廣（たきかわ かずひろ、1947年 - ）は、日本の児童精神科医・臨床心理学者。前学習院大学教授。

## 略歴
愛知県名古屋市生まれ。1975年名古屋市立大学医学部卒業。
人間学的精神病理学の立場を取り、統合失調症や自閉症などの精神障害を、異常性と捉えず、人間が本来持っている心の働きの一側面が突出して現れた姿であると捉える。

## 職歴
- 1975年　名古屋市立大学医学部精神医学教室入局
- 1978年　岐阜精神病院医長
- 1981年　名古屋市立大学医学部精神医学教室助手
- 1984年　名古屋市児童福祉センター医務係長
- 1986年　名古屋市児童福祉センターくすのき学園長
- 1995年　青木病院医員
- 1999年　愛知教育大学教育学部障害児教育講座助教授
- 2002年　愛知教育大学教育学部障害児教育講座教授
- 2003年　大正大学人間科学部人間福祉学科臨床心理学専攻教授
- 2009年　学習院大学文学部心理学科教授
- 2018年　学習院大学文学部心理学科教授を定年退任

## 主著
- 家庭のなかの子ども　学校のなかの子ども 岩波書店、1994年
- 不登校を解く （共著）ミネルヴァ書房、1998年
- 教育という「物語」　（共著）世織書房、1999年
- 〈こころ〉の定点観測　（共著）岩波書店、2001年
- 「こころ」はどこで壊れるか （共著）洋泉社、2001年
- 「こころ」はだれが壊すのか （共著）洋泉社、2003年
- 「こころ」の本質とは何か 筑摩書房、2004年
- 新しい思春期像と精神療法 金剛出版、2004年
- 子どものための精神医学 医学書院、2017年